# Phytoecia dantchenkoi
Phytoecia dantchenkoi är en skalbaggsart som beskrevs av Aleksandr Sergeievich Danilevsky 2008. Phytoecia dantchenkoi ingår i släktet Phytoecia och familjen långhorningar. Inga underarter finns listade i Catalogue of Life.